# Bob Ledger
Robert Hardy Ledger (5 tháng 10 năm 1937 - 14 tháng 9 năm 2015) là một cầu thủ bóng đá người Anh sinh ra ở Chester-le-Street, County Durham. Ông thi đấu ở vị trí tiền vệ trong các thập niên 1950, 1960 và 1970. Ông thi đấu ở cả vị trí hậu vệ, tiền vệ, tiền đạo cho Oldham Athletic và trấn giữ khung thành khi Dave Best chấn thương.
Ledger mất ngày 14 tháng 9 năm 2015 tại nhà riêng ở Doncaster, sau một trận ốm ngắn lúc 77 tuổi.